# Hofanlage Bardenfleth 9
Die Hofanlage Bardenfleth 9 in Elsfleth-Bardenfleth stammt aus dem 18. und 19. Jahrhundert.

Aktuell (2023) wird sie wohl landwirtschaftlich genutzt.
Die Gebäude stehen unter Denkmalschutz (siehe auch Liste der Baudenkmale in Elsfleth).

## Beschreibung
Die Hofanlage auf einer Wurt mit gepflasterter Auffahrt und großem Grundstück besteht aus:
- dem eingeschossigen giebelständigen Wohn- und Wirtschaftsgebäude aus der 1. Hälfte des 18. Jahrhunderts als Zweiständer-Hallenhaus in Fachwerk mit Steinausfachungen, reetgedecktem Krüppelwalmdach und Niedersachsengiebeln mit der Grooten Door mit Korbbogen, wobei das Dach des Wohnteils höher ist und das Dach am Wirtschaftsgiebel auf Knaggen vorkragt,[2]
- der eingeschossigen giebelständigen Scheune aus der Mitte des 19. Jahrhunderts in Fachwerk in Ankerbalkenkonstruktion mit Steinausfachungen, reetgedecktem Walmdach, zwei Querdurchfahrten, zwei Kübbungen auf den beiden Schmalseiten und einem jüngeren östlichen Anbau[3]
- sowie weiteren nicht denkmalgeschützten Nebenanlagen.

Das Landesdenkmalamt befand: „… geschichtliche Bedeutung … als beispielhafte, in Teilen auf die 1. Hälfte des 18. Jhs. zurückgehende Hofanlage … .“